# 싸이오황산 나트륨
싸이오황산 나트륨(영어: sodium thiosulfate) 또는 티오황산 나트륨, 차아황산 나트륨은 화학식 Na2S2O3인 화합물이다. 수용액은 pH6.5~8이다. 물에 잘 녹는다.
티오황산나트륨은 전형적인 오수화물 무기화합물이다. 이 고체는 풍화성이 강하며(물이 쉽게 제거된다) 물에 잘 녹는다. 수정과 같은 구조를 가지고 있다. 이것은 또한 티오황산나트륨이나 하이포라고 부른다.

## 구조
두 개의 오수화물 동소체가 알려져 있다. 몇 몇의 동소체 중에서 무수염이 존재한다. 고체상태에서 사이오썰페이트 음이온(S2O32-)은 황산음이온(SO42-)에서 황원자가 산소원자 대신 체워짐으로써 관념상으로 유도할 수 있다.
S-S 결합길이는 이 결합이 단일결합임을 알려준다. S-S가 단일결합이라는 것은 말단 황원자가 대부분의 마이너스 전하를 가지고 있고 S-O는 좀더 이중결합에 가깝다는 것을 알려준다.

## 산업적 생산 및 실험실 반응
산업적 생산규모에서 소듐싸이오썰페이트는 황화나트륨이나 황화염료제품의 폐기물에서부터 값싸게 얻을 수 있다.
실험실 생산규모에서는 황이 포함된 아황산나트륨 액체용액의 가열에 의해 얻을 수 있다. 또는 다음 반응식처럼 액체 수산화나트륨과 황의 끓임으로 얻을 수 있다.
- 6 NaOH + 4 S → 2 Na2S + Na2S2O3 + 3 H2O

## 이용
각종 금속이온과 반응하여 싸이오황산 착염을 생성하기 때문에 도금욕 중의 금속 불순물 제거에 이용된다. 중금속이나 사이안화 수소의 해독제로써 사용된다. 수돗물의 염소제거제로 사용된다.